# السواحلية (ولاية تلمسان)
السواحلية إحدى أهم بلديات دائرة الغزوات بولاية تلمسان الجزائرية. تقع جنوب غرب مدينة الغزوات وهي على بعد 72 كم عن مدينة تلمسان

## موقع بلدية السواحلية
بلدية السواحلية أنشات بمرسوم عام 1984 حيث تونان (مركز البلدية) يتبعها قرى وهي :
- بخاتة
- بوخنايس
- صدادنة
- الحوطط
- دار بن سعيد
- أولاد دالي
- بغاون
- أولاد حمو
- رزايق
- براك
- أولاد مبارك
- القصر
- الزورڨ
- الحاسي
- بوقبة
- دار بومدين
- سيدي لحسن
- مرعاز
- طاولي
- ليقوارة
- اولاد صالح
- النخلة
- تيفرست
- أولاد رمضان
- دياب
- خربة الهواري
- بوريش
- الحدبة
- دار بن عيش
- زاوية الميرة
- دار البيضاء
- أولاد عبد الله
- سيدي إبراهيم
- سيدي بوراحيل
- الأنبار
- مزاورو